# فندق قلب العالم
فندق ومول قلب العالم هو مجمع تجاري وفندقي يقع في العاصمة العراقية بغداد، وتحديدًا في منطقة القادسية قرب جسر الجادرية المطل على نهر دجلة. افتتح المشروع رسميًا في 17 أيار/مايو [[2025 في العراق|2025]]، ويُعد من المشاريع التجارية والترفيهية في بغداد، ويتمتع بحجم ومساحة ومرافق متكاملة.

## النشأة والبناء
بدأ العمل على المشروع في عام 2014، ومر بعدة مراحل وتحديات، بما في ذلك الحرب في العراق عام 2016 وجائحة فايروس كورونا في عام 2020، مما أدى إلى تأخير في الإنجاز. ومع ذلك، أستؤنف العمل بجهود مكثفة، واكتملت الأعمال الإنشائية والتجهيزات الداخلية في أوائل عام 2025، ليُفتتح رسميًا في 17 أيار/مايو من نفس العام.[بحاجة لمصدر]

## التصميم والمساحة
صُمم المشروع وفق أحدث المعايير المعمارية، ويتميز بواجهته الزجاجية الحديثة وبنوافذه العريضة التي تسمح بدخول الضوء الطبيعي إلى الممرات والقاعات. يتكون المجمع من خمسة طوابق، يتوزع فيها أكثر من 150 محل تجاري، وسلسلة من المطاعم العالمية والمحلية، إلى جانب قاعات سينما ومنطقة ألعاب واسعة للأطفال. كما يضم الفندق 285 غرفة فندقية، و35 جناحاً، و54 شقة فاخرة، بالإضافة إلى قاعات مؤتمرات تتسع لـ 240 مقعداً، وقاعتي احتفال، وعدد كبير من غرف الاجتماعات والمطاعم ذات الشهرة العالمية.